# Jesper Hiro
Jesper Hiro är en svensk regissör, bosatt i Stockholm och del av Callboy. På hans meritlista finns popvideos för artister som a-ha och Stakka Bo samt en mängd reklamfilmer för svenska och utländska kunder.